# Aeroporto Internazionale dei Caraibi Santiago Mariño
L'Aeroporto Internazionale dei Caraibi Santiago Mariño (IATA: PMV, ICAO: SVMG) (in spagnolo Aeropuerto Internacional del Caribe Santiago Mariño), è uno scalo aeroportuale venezuelano situato sulla parte meridionale dell'isola Margarita nei pressi della località balneare di El Yaque, Municipio Díaz, nello stato federale di Nueva Esparta, servendo il più esteso centro abitato dell'isola, la città di Porlamar.
Grazie alla sua posizione strategica, collega facilmente l'isola con le principali città del Venezuela e con il resto del mondo. L'aeroporto opera voli internazionali da varie destinazioni mondiali, principalmente voli stagionali e charter dall'America e dall'Europa e il volume di passeggeri che può gestire viene aumentato aggiungendo rotte con collegamento a Caracas, a soli 35 minuti di distanza.

## Struttura

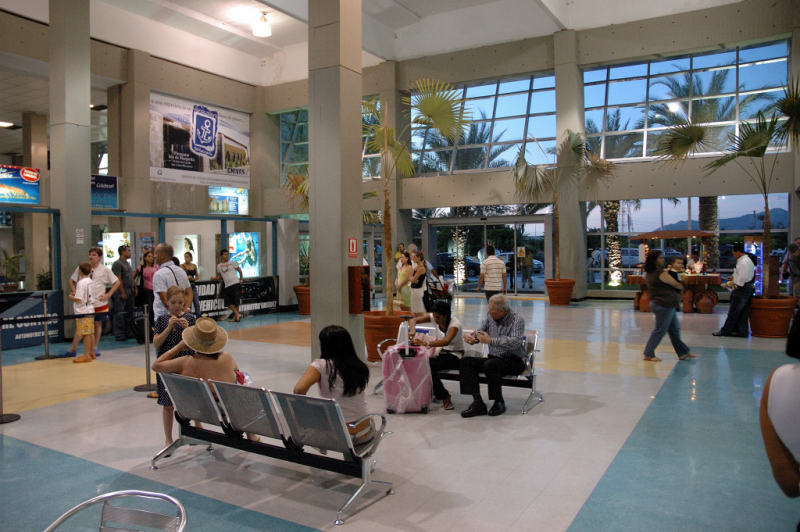
L'interno del terminal passeggeri.

La struttura, intitolata alla memoria del generale dell'Ejército de Venezuela Santiago Mariño, uno dei principali fautori delle guerre d'indipendenza ispanoamericane, è posta a 22 m s.l.m. (72 ft), e comprende una torre di controllo del traffico aereo, un terminal passeggeri, diviso in sezioni internazionale e nazionale, strutture di servizio e ricovero velivoli e due piste con superficie in asfalto, la maggiore lunga 3 180 e larga 45 m (10 433 x 148 ft), con orientamento 09/27 e dotata di sistema luminoso di avvicinamento PAPI, affiancata dalla parallela 09L/27R, secondo fonti datate 2007 con dimensioni 3 035 x 30 m (9 958 x 100 ft).
L'aeroporto, gestito da Bolivariana de Aeropuertos S.A (BAER), è aperto al traffico commerciale.

## Incidenti
Il 14 agosto 1974 il Vickers Viscount 749 marche YV-C-AMX della compagnia aerea Linea Aeropostal Venezolana (LAV) che stava operando un volo dall'Aeroporto di Cumaná (CUM/SVCU), mentre era in fase di avvicinamento 5,5 km dall'aeroporto, colpì il Cerro Piache, 8 m sotto la vetta, causando la perdita del velivolo. In questo volo controllato contro il suolo dei 48 occupanti, 4 membri dell'equipaggio e 44 passeggeri, tutti, tranne il co-pilota Ivan Magallanes, rimasero uccisi sul colpo. Magallanes, inizialmente sopravvissuto all'incidente, morì 17 giorni più tardi a causa di un grave e irreversibile danno cerebrale.
Il 15 dicembre 2005, il volo Conviasa 2600, operato da un de Havilland Canada Dash 7, con 36 passeggeri a bordo e 4 membri di equipaggio, è stato costretto a un atterraggio di emergenza all'Aeroporto Internazionale dei Caraibi Santiago Mariño a causa del malfunzionamento del carrello d'atterraggio. L'elemento di destra non riuscì a uscire dalla sede e, dopo un'ora e mezza di volo, atta a consumare il combustibile rimasto, il pilota del velivolo riuscì a compiere la manovra di atterraggio senza conseguenze per le persone a bordo.
Il 13 settembre 2010 il volo Conviasa 2350, operato da un ATR 42-320, marche YV1010, qui partito con destinazione Aeroporto Internazionale Manuel Carlos Piar Guayana, si schiantò durante l'avvicinamento a Ciudad Guayana provocando la morte di 17 dei 51 presenti a bordo.